# ويليام د. فورد
ويليام د. فورد (بالإنجليزية: William D. Ford)‏ هو محامي وسياسي أمريكي، ولد في 6 أغسطس 1927 في ديترويت في الولايات المتحدة، وتوفي في 14 أغسطس 2004 في يبسيلانتي في الولايات المتحدة بسبب سكتة. حزبياً، نشط في الحزب الديمقراطي.

## مناصب
- في انتخابات مجلس النواب الأمريكي 1990 [الإنجليزية]‏، انتخب عضو مجلس النواب الأمريكي عن دائرة Michigan's 15th congressional district [الإنجليزية]‏ وقد انضم خلال فترته النيابية [الإنجليزية]‏ (3 يناير 1991 – 3 يناير 1993)  للكتلة البرلمانية الحزب الديمقراطي.
- في انتخابات مجلس النواب الأمريكي 1992 [الإنجليزية]‏، انتخب عضو مجلس النواب الأمريكي عن دائرة الدائرة الكونغرسية الثالثة عشر لميشيغان [الإنجليزية]‏ وقد انضم خلال فترته النيابية [الإنجليزية]‏ (5 يناير 1993 – 3 يناير 1995)  للكتلة البرلمانية الحزب الديمقراطي.
- انتخب عضو مجلس النواب الأمريكي عن دائرة Michigan's 15th congressional district [الإنجليزية]‏ (3 يناير 1965 – 3 يناير 1993).
- انتخب عضو مجلس ولاية ميشيغان (1962 – 1964).
- انتخب عضو مجلس النواب الأمريكي عن دائرة الدائرة الكونغرسية الثالثة عشر لميشيغان [الإنجليزية]‏ (3 يناير 1993 – 3 يناير 1995).